# Miodunka węgierska
Miodunka węgierska (Pulmonaria rubra subsp. filarszkyana lub Pulmonaria filarszkyana Jáv.) – w zależności od ujęcia systematycznego podgatunek lub gatunek roślin z rodziny ogórecznikowatych (Boraginaceae). Występuje naturalnie na Węgrzech, w Rumunii, Mołdawii oraz na Ukrainie. 

## Morfologia
PokrójDorasta do 15–25 cm wysokości.
LiścieLiście odziomkowe mają blaszkę liściową o jajowato lancetowatym kształcie, z krótkim ogonkiem liściowym. Z ogonkiem mierzy 30 cm oraz ma 6 cm szerokości, nasada zwęża się stopniowo. Najniższe liście są niewiele mniejsze od górnych.
KwiatyZebrane w kwiatostany pokryte krótkim owłosieniem. Kwiaty mają czerwoną barwę.
OwoceOrzeszki o jajowatym kształcie, zwężające się przy wierzchołku, dorastają do 3,5–4 mm długości i 2,8–3,2 mm szerokości, u podstawy ma pierścień w kształcie kołnierza. Ich powierzchnia jest naga, gładka, połyskująca, o czarniawobrązowej barwie.
Gatunki podobneRoślina jest podobna do miodunki czerwonej (P. rubra), od której różni się dłuższą i węższą blaszką liściową z krótszym ogonkiem liściowym. U miodunki czerwonej blaszka u nasady kończy się nagle lub zwęża na odcinku 0,5 cm, ponadto dolne liście są wyraźnie mniejsze. Niektóre źródła uważają miodunkę węgierską za podgatunek miodunki czerwonej, jednak taksony te różnią się nie tylko morfologicznie, ale też genetycznie i siedliskowo.

## Biologia i ekologia
Najlepiej rośnie na wilgotnym, żyznym i dobrze przepuszczalnym podłożu. Preferuje stanowiska w półcieniu. 